# Casa Nueva
Casa Nueva, även Casa Nueva Yebuciví, är en ort i Mexiko, tillhörande kommunen Almoloya de Juárez i den västra delen av delstaten Mexiko, i den centrala delen av landet. Orten hade 797 invånare vid folkräkningen 2010.